# Рудник (Горњи Милановац)
Рудник је насеље у Србији у општини Горњи Милановац у Моравичком округу. Према попису из 2022. било је 1201 становника. Налази се на истоименој планини. Удаљено 12 км од Горњег Милановца, налази се на путу Горњи Милановац - Топола, поред Ибарске магистрале. Састављено је од села и варошице. Налази се на надморској висини од 400 до 750 м и на површини од 2.336 ха.

## Историја
Име Рудник први пут се помиње у Дубровачком архиву 1296. године. Име је добио по богатим налазиштима олова, цинка, бакра, гвожђа и сребра. Налазишта руда експлоатисали су још Римљани. Рудник је био средиште живе рударске делатности много пре доласка Словена: локалитет Прљуша је најстарији познат праисторијски рудник. У то доба је превасходно био рудник горског кристала и малахита; оксидне и сулфидне руде бакра. Највећи процват рударства на Рудник био је у средњовековној Србији и то за време владавине Немањића и српских деспота. За време турске окупације био је седиште рудничке нахије.
Према траговима материјалне културе и писаних извора може се закључити да је на Руднику било значајно римско насеље са ковницом новца. У месту Старо Рудничиште, западно од Цвијићевог врха, откривена је римска бакарна плоча са латинским натписом који у преводу гласи: „Император, Цезар, Луције Септимије Север, Истрајни, Узвишени, обнови обновљени храм Мајке Земље, старањем Касија Лигуринца, царског намесника. На молбу колониста Публиа Фундани Етихета и Публиа Елија Муциана.“ Император Септимије Север владао је Римским царством од 193. до 211. године. Из текста на плочи видимо да се на Руднику налазило седиште царског намесника. Обнова храма Мајке Земље потврђује да је на Руднику било насеље и пре владавине цара Септимија Севера. У римско доба, на Руднику се копало олово, сребро и гвожђе.
И у време немањићке Србије овде је била ковница новца. Динар краља Драгутина, кован на Руднику, први је српски динар са ћириличним натписом. У 14. веку на Руднику су своје колоније имали Дубровчани и Саси, а посебан значај Рудник добија после пада Новог Брда под турску власт, 1441. године. На Руднику се налазио летњи двор Ђурђа Бранковића.
У средњем веку је Рудник био седиште читаве ове области, а то је био и у турско време. Након првог српског устанка, устаници на Руднику убијају Сали-агу, а насеље пале, тако да се после тога седиште округа сели у Брусницу, а онда из Бруснице у новосаграђено насеље Горњи Милановац.
Рудник има школу почев од 1808. године. Припада парохијама цркава у Мајдану и Јарменовцима. Пијачни дан је недеља, а вашар је на Михољдан.
Ово село је више пута рушено, паљено и обнављано. Рушевине града постоје и данас. Увек је било центар рудничког краја: средњовековна жупа, рудничка нахија и качерски срез.
У ратовима у периоду од 1912. до 1918. године село је дало 217 ратника. Погинуло их је 107 а 110 је преживело.
До 1965. ово насеље је било седиште Општине Рудник (на приближној површини дотадашњег Качерског среза) коју су чинила насељена места: Брезовица, Церова, Давидовица, Драгољ, Крива Река, Мајдан, Мутањ, Рељинци, Рудник, Шилопај, Трудељ, Угриновци, Варнице и Заграђе. После укидања општине, њено подручје је у целини ушло у састав општине Горњи Милановац.

## Знаменитости
У центру варошице, поред основне школе, је споменик под којим је сахрањен чувени војвода из првог српског устанка, Арсеније Лома.
Прве податке о археолошким налазима на Руднику дао је још Јанко Шафарик 1865. године. На Руднику су почетком 21. века после вишедеценијске паузе настављена археолошка истраживања, која су само потврдила раније претпоставке о значају насеља у средњем веку. Пронађени су остаци једне палате и две велике цркве, а обимна истраживања тек се очекују.
У близини дечјег одмаралишта налазе се остаци мале цркве, највероватније из 14. или 15. века.
На Маџарском брду се налазе остаци цркве из највероватније 14. века.
У околини се налазе бројни остаци старих рударских окана, а у пределу планине који се зове Теферич (источно од насеља), налазе се остаци старе џамије, познате под називом Миса.
На тргу у центру се налази бронзани споменик рударима.
Овде се налазе Стари надгробници крај пута Рудник-Јарменовци и Крајпуташ у центру варошице Рудник.

## Географија
Данас се место Рудник налази у општини Горњи Милановац и смештено је између 500 и 700 m надморске висине. Варошица и планина су повезане асфалтним путем и великим бројем стаза здравља. На планини се налази и мноштво планинарских стаза.
Рудник се налази на око 100km јужно од Београда, петнаестак километара северно од Горњег Милановца.

## Јавне делатности
У варошици се налази основна школа Арсеније Лома у којој ђаци уче од првог до осмог разреда, а школа има и истурена одељења у околним селима. Уз школу, која је савремено опремљена и има фискултурну салу, у насељу се налазе и станица полиције и здравствена амбуланта.

## Туристички смештај
Најпознатије место за смештај је хотел „Неда“ који се налази у самом центру варошице. На планини се налази и чувени ресторан „Шумска кућа“, као и дечје одмаралиште, а смештај је могућ и у бројним приватним апартманима.

## Демографија
У пописима село је имало: 1910. године 1.174, 1921. године 764 а 2002. године 1.767 становника.
У насељу Рудник живи 1395 пунолетних становника, а просечна старост становништва износи 41,4 година (40,9 код мушкараца и 41,8 код жена). У насељу има 598 домаћинстава, а просечан број чланова по домаћинству је 2,85.
Ово насеље је великим делом насељено Србима (према попису из 2002. године), а у последња три пописа, примећен је пад у броју становника.
|  |

| Демографија | Демографија | Демографија |
| Година      | Становника  | Становника  |
| ----------- | ----------- | ----------- |
| 1948.       | 1.314       |             |
| 1953.       | 1.535       |             |
| 1961.       | 1.869       |             |
| 1971.       | 1.854       |             |
| 1981.       | 1.983       |             |
| 1991.       | 1.811       | 1.807       |
| 2002.       | 1.706       | 1.754       |
| 2011.       | 1.490       |             |

| Етнички састав према попису из 2002.‍ | Етнички састав према попису из 2002.‍ | Етнички састав према попису из 2002.‍ | Етнички састав према попису из 2002.‍ | Етнички састав према попису из 2002.‍ |
| ------------------------------------ | ------------------------------------ | ------------------------------------ | ------------------------------------ | ------------------------------------ |
|                                      |                                      |                                      |                                      |                                      |
| Срби                                 | Срби                                 |                                      | 1.676                                | 98,24%                               |
| Македонци                            | Македонци                            |                                      | 5                                    | 0,29%                                |
| Словенци                             | Словенци                             |                                      | 4                                    | 0,23%                                |
| Црногорци                            | Црногорци                            |                                      | 3                                    | 0,17%                                |
| Хрвати                               | Хрвати                               |                                      | 3                                    | 0,17%                                |
| Југословени                          | Југословени                          |                                      | 3                                    | 0,17%                                |
| Роми                                 | Роми                                 |                                      | 1                                    | 0,05%                                |
| непознато                            | непознато                            |                                      | 7                                    | 0,41%                                |

| Година пописа     | 1948. | 1953. | 1961. | 1971. | 1981. | 1991. | 2002. |
| ----------------- | ----- | ----- | ----- | ----- | ----- | ----- | ----- |
| Број домаћинстава | 259   | 378   | 530   | 547   | 632   | 600   | 598   |

| Број чланова      | 1   | 2   | 3  | 4   | 5  | 6  | 7 | 8 | 9 | 10 и више | Просек |
| ----------------- | --- | --- | -- | --- | -- | -- | - | - | - | --------- | ------ |
| Број домаћинстава | 118 | 179 | 94 | 128 | 51 | 19 | 6 | 2 | 1 | 0         | 2,85   |

| Пол    | Укупно | Неожењен/Неудата | Ожењен/Удата | Удовац/Удовица | Разведен/Разведена | Непознато |
| ------ | ------ | ---------------- | ------------ | -------------- | ------------------ | --------- |
| Мушки  | 693    | 184              | 463          | 28             | 14                 | 4         |
| Женски | 765    | 141              | 454          | 135            | 24                 | 11        |
| УКУПНО | 1.458  | 325              | 917          | 163            | 38                 | 15        |

| Пол    | Укупно                    | Пољопривреда, лов и шумарство | Рибарство                            | Вађење руде и камена | Прерађивачка индустрија       |
| ------ | ------------------------- | ----------------------------- | ------------------------------------ | -------------------- | ----------------------------- |
| Мушки  | 369                       | 19                            | 0                                    | 185                  | 54                            |
| Женски | 299                       | 13                            | 0                                    | 35                   | 125                           |
| УКУПНО | 668                       | 32                            | 0                                    | 220                  | 179                           |
| Пол    | Производња и снабдевање   | Грађевинарство                | Трговина                             | Хотели и ресторани   | Саобраћај, складиштење и везе |
| Мушки  | 7                         | 8                             | 22                                   | 19                   | 12                            |
| Женски | 2                         | 0                             | 39                                   | 34                   | 4                             |
| УКУПНО | 9                         | 8                             | 61                                   | 53                   | 16                            |
| Пол    | Финансијско посредовање   | Некретнине                    | Државна управа и одбрана             | Образовање           | Здравствени и социјални рад   |
| Мушки  | 1                         | 3                             | 7                                    | 14                   | 3                             |
| Женски | 1                         | 2                             | 3                                    | 21                   | 13                            |
| УКУПНО | 2                         | 5                             | 10                                   | 35                   | 16                            |
| Пол    | Остале услужне активности | Приватна домаћинства          | Екстериторијалне организације и тела | Непознато            | Непознато                     |
| Мушки  | 5                         | 0                             | 0                                    | 10                   | 10                            |
| Женски | 3                         | 2                             | 0                                    | 2                    | 2                             |
| УКУПНО | 8                         | 2                             | 0                                    | 12                   | 12                            |

## Галерија
- Споменик Арсенију Ломи 44° 08′ 27″ N 20° 29′ 56″ E / 44.14083° С; 20.49889° И
- Поглед на варошицу са планине 44° 07′ 52″ N 20° 30′ 26″ E / 44.13111° С; 20.50722° И
- Здравствени стационар на Руднику
- Остаци рудничке цркве из 15. века.44° 08′ 06″ N 20° 29′ 59″ E / 44.13500° С; 20.49972° И